# Triumfetta acracantha
Triumfetta acracantha är en malvaväxtart som beskrevs av Bénédict Pierre Georges Hochreutiner. Triumfetta acracantha ingår i släktet triumfettor, och familjen malvaväxter. Inga underarter finns listade i Catalogue of Life.